# Winkte
Winkte (également orthographié wíŋtke) est la contraction d'un vieux mot lakota, winyanktehca , ce qui signifie «[veut] être comme une femme». Historiquement, le terme winkte désigne une catégorie sociale d'individus assignés hommes à la naissance qui adoptent les vêtements, le travail et les manières que la culture Lakota considère généralement comme féminins. Dans la culture Lakota contemporaine, winkte est généralement utilisé pour désigner un homme homosexuel, que cet homme soit conforme ou non à son genre de naissance. {...}

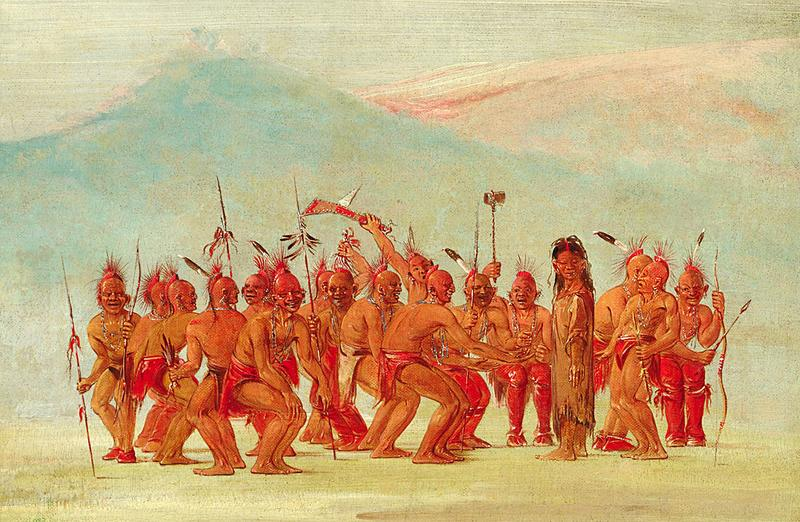
Image représentant un winkte entouré d'autres hommes.

Bien que les sources  historiques de leur statut varient, la plupart des sources ont traité les winkte en tant que membres réguliers de la communauté, et en aucun cas marginalisés pour leur statut. D'autres sources considèrent le winkte comme sacré, occupant un rôle liminal de troisième sexe dans la culture, et né pour remplir des rôles cérémoniels qui ne pouvaient être remplis ni par des hommes ni par des femmes. Dans les communautés Lakota contemporaines, l'attitude adoptée envers les winkte varie de l'acceptation à l'homophobie.

## Étymologie
Beatrice Medicine écrit:
Dans mon enfance, nous étions conscients de cette catégorie sociale, que l'on appelait winkte . L'analyse linguistique de ce mot Lakota est:
win - "femme"
kte - "être comme"
kte - "tuer" (une forme structurelle plus profonde)
"L'usage vernaculaire commun était winkte " veut être comme une femme. "
Quand nous étions enfants, nous avons appris grâce à nos parents et grands-parents "qu'il y a ces individus - dans tous les cas des hommes ( wicasa ). Ils sont différents. Ils sont winkte. Ne vous moquez pas d'eux. Ce sont aussi des Lakota ».